# ニコラス・ツェー
ニコラス・ツェー（謝 霆鋒、1980年8月29日 - ）は、香港を中心とした中華圏芸能界で活躍する俳優、歌手。英文表記はNicholas Tse。血液型はB型。

## 来歴
7歳からカナダ・バンクーバーの寄宿学校で暮らしていた。教育はカナダで受けたため英語が堪能である。15歳の頃にアメリカに移住。移住した頃はすごく不安定な時期で、何かをぶち壊したいと思い、アリゾナ州のフェニックスにある中古屋の前でドラムを見つけ無性に叩いたという。モヤモヤをドラムにぶつけたきっかけで、日本に留学して音楽学校に通っていた。埼玉県蕨市に住んでいた。
16歳で芸能界デビューしたが、両親ともに芸能人だったためバッシングを受けたこともあった。両親が離婚したうえに、スター俳優だった父の莫大な借金騒動も勃発。結局、ニコラスが香港の大手エージェントと契約し、借金返済をすることになった。
1998年に『硝子のジェネレーション 香港少年激闘団』で第18回香港電影金像奨最優秀新人賞を受賞。1999年にベニー・チャン監督映画『ジェネックス・コップ』では、敵役の仲村トオルと激しいカンフーアクションを繰り広げていた。
2001年に福岡県北九州市マリナクロス新門司特設ステージで行われた「GLAY EXPO 2001 “GLOBAL COMMUNICATION”」に出演。同年5月22日に発売されたアルバム「玉蝴蝶」に、LUNA SEAのギタリストSUGIZOが「今天你生日」「後遺」の2曲を提供し、作曲・編曲・プロデュースしている。
2004年に『香港国際警察/NEW POLICE STORY』では、主人公の相棒刑事を演じ、ジャッキー・チェンと共演。2005年に『PROMISE』（チェン・カイコー監督）では、真田広之とチャン・ドンゴンらと共演。
2006年のテレビドラマ『詠春』では、ブルース・リーも学んだとされる詠春拳の始祖梁賛の息子・梁璧役で、サモ・ハン・キンポー、ユン・ピョウらと共演した。同年公開映画『かちこみ! ドラゴン・タイガー・ゲート』で、ドニー・イェン、ショーン・ユーと共演。WTFテコンドーを習得しており、同作品でも華麗な足技を披露している。 2008年にはショーン・ユー、ジェイシー・チャンと共演した『インビジブル・ターゲット』が日本公開された。
2010年の第4回アジア・フィルム・アワードと第29回香港電影金像奨において『孫文の義士団』の演技により最優秀助演男優賞を受賞。続いて2011年には『密告・者』で第30回香港電影金像奨の最優秀主演男優賞を受賞した。

## 人物
父であるパトリック・ツェー（東証陰陽/謝賢1936年8月9日 - ）は日本では『マカオ極道ブルース』（1987年、張同祖監督、ウォン・カーウァイ脚本、日本未公開でビデオスルー）の敵役俳優として知られ、華人映画界では往年の二枚目俳優として、また40代以降は善悪使い分ける役柄を演じ、『少林サッカー』にも出演している。
私生活では、中国のロックバンド「黒豹」の元ボーカル、ドウ・ウェイ（竇唯）と離婚した11歳年上の王菲（フェイ・ウォン）と交際していたが、2003年末に破局。2006年9月にセシリア・チャンと結婚したが、2011年8月に離婚した。セシリア・チャンとの間に二児（長男及び次男）がいる。

## 主な出演作品

### 映画
- 硝子のジェネレーション 香港少年激闘団 新古惑仔之少年激闘篇（1998年）【香】
- ジェネックス・コップ 特警新人類（1999年）【香】
- レジェンド・オブ・ヒーロー/中華英雄 中華英雄（1999年）【香】
- わすれな草 半支煙（2000年）【香】
- ドリフト 順流逆流（2000年）【香】
- 恋のQピッド 老夫子2001 （2001年）【香】
- 鉄拳高 同級生はケンカ王 我的野蠻同學 （2001年）【香】
- トランサー 霊幻警察 2002（2001年）【香】
- ティラミス 戀愛行星 （2002年）【香】
- メダリオン 飛龍再生（2003年）【米・香】
- デスパレート 愛されてた記憶 玉觀音 （2004年）【香・中】
- ムービング・ターゲット 2004新紮師兄 （2004年）【香】
- エンター・ザ・フェニックス 大老愛美麗 （2004年）【香】
- 香港国際警察/NEW POLICE STORY 新警察故事 （2004年）【香】
- PROMISE 無極 （2005年）【日・韓・中・香】
- 西遊記リローデッド 情癲大聖 （2005年）【香】
- 四大天王 （2006年）【香】（カメオ・本人役）（第19回東京国際映画祭、大阪アジアン映画祭2007にて上映）
- プロジェクトBB 寶貝計劃 （2006年）【香】
- かちこみ! ドラゴン・タイガー・ゲート 龍虎門 （2006年）【香】
- インビジブル・ターゲット 男兒本色 （2007年）【香】
- 風雲決 ストームライダーズ 風雲決 （2008年、アニメーション）【中・香】（秋葉原アニメまつり2008にて上映）
- ビースト・ストーカー/証人 証人 （2008年）【香】
- 風雲 ストームウォリアーズ 風雲II （2009年）【香】
- 孫文の義士団 十月圍城 （2009年）【香】
- ホット・サマー・デイズ 全城熱戀-熱辣辣 （2010年）【香】（第23回東京国際映画祭にて上映）
- 密告・者 綫人（2010年）【香】
- 新少林寺/SHAOLIN 新少林寺（2011年）【香】
- トレジャー・オブ・ドラゴン 財神客棧（2011年）【香】
- ブラッド・ウェポン  逆戰（2011年）【香】
- バレット・ヒート 消えた銃弾 消失的子弹（2012年）
- マイダスタッチ 超級經理人  (2013年) 【香】（カメオ・本人役）
- ファイアー・レスキュー 救火英雄  (2014年)【香】
- ゴッド・ギャンブラー レジェンド 賭城風雲 (2014年)【香】
- しかし、常に 一生一世 (2014年)【中・香】
- エア・ストライク 大轟炸 (2018年)【中】
- ダブルフェイス 潜入者 潜行者 (2019年)【香・中】
- レイジング・ファイア 怒火 (2021年)【香・中】ンゴウ（敖）役
- 海關戦線 海關戰線 (2023年)【香】（周正禮）役
- 怒火漫延 (2024年)【香】（游烈秋）役
- 無限任務 （未定）【香】
- 香港国際警察/NEW POLICE STORY 2 新警察故事2 （未定）【香】

### テレビドラマ
- 撻出愛火花（1998年）【香】
- プライド 小魚児与花無缺 小魚兒與花無缺（2004年）【中】
- 詠春 The Legend of WING CHUN（2006年）【中】
- 流星剣侠伝 大人物（2006年）【中】
- 浣花洗劍錄（2007年）【中】
- 劍俠情緣（2011年）【中】
- 下一个奇迹（2012年）【中】

## ディスコグラフィ

### スタジオ・アルバム
- 《My Attitude》1997年5月16日
- 《Horizons》1998年7月18日
- 《Believe》1999年4月29日
- 《謝謝你的愛1999/あなたの愛に感謝1999》1999年9月22日
- 《零距離/ゼロ距離》2000年5月9日
- 《了解/理解》2000年7月12日
- 《VIVA》2000年11月7日
- 《玉蝴蝶/ジェイドバタフライ》2001年5月22日
- 《世紀預言/世紀の予言》2001年10月30日
- 《Me》2002年1月23日
- 《Reborn》2003年6月13日
- 《Listen Up》2004年5月14日
- 《One Inch Closer》2005年7月5日
- 《釋放/解放》2005年11月25日
- 《最後/最後に》2009年4月29日
- 《鋒味/ティンフォン．フレーバー》2015年12月3日

### コンパクト盤
- 《無聲仿有聲/サイレント擬音》1997年12月10日

### シングル
- 《末世紀的呼聲/世紀末のボイス》1998年12月

### ベストアルバム
- 《Most Wanted霆鋒精選/Most Wantedティンフォンベスト》1999年12月9日
- 《Twenty - Best Selection by Nicholas Tse》2000年11月
- 《無形的他/彼のは不可視》2002年8月29日
- 《黃．鋒/イエロー・フォン》2005年1月6日
- 《毋忘我/私のことを忘れない》2006年9月28日

### トリビュート・アルバム
- 《Senses》2001年3月

### ライブ・アルバム
- 《Viva Live謝霆鋒演唱會》2000年12月
- 《新城主力唱好霆鋒弦燒音樂Live》2002年7月
- 《謝霆鋒Reborn Live演唱會2003 北京站》2004年1月
- 《新城唱好 謝霆鋒x達明一派 同場異夢演唱會 Live》2005年10月

### 映像作品
- 《紅人館903狂人熱份子音樂會》1999年12月(LD/VCD/DVD)
- 《Viva Live謝霆鋒演唱會Karaoke》2000年12月(VCD/DVD)
- 《新城主力唱好霆鋒弦燒音樂》2002年9月(VCD/DVD)
- 《謝霆鋒Reborn Live演唱會2003 北京站》2004年1月(VCD/DVD)
- 《新城唱好 謝霆鋒x達明一派 同場異夢演唱會Karaoke》2005年10月(VCD/DVD)